# 北海道夕張北高等学校
北海道夕張北高等学校（ほっかいどう ゆうばりきたこうとうがっこう、Hokkaido Yubari Kita High School）は、かつて北海道夕張市鹿の谷山手町にあった道立高等学校。一時期の夕張市には、当校のほか「夕張東」「夕張南」「夕張登川」「夕張真谷地」「夕張工業」の計6校の高等学校が存在した。
市の人口減少に伴い北海道夕張南高等学校（統合の際に北海道夕張高等学校に改称）に統合され閉校した。閉校後の校舎は当初、夕張市の宿泊施設「ファミリースクールひまわり」として使用された。市の財政破綻後は加森観光グループの夕張リゾート（現：夕張リゾートオペレーション）が「合宿の宿ひまわり」→「ホステルひまわり」として運営している。

## 歴史
- 1939年（昭和14年） - 北海道夕張中学校として開校（夕張町立）
- 1943年（昭和18年） - 市制施行に伴い、北海道夕張市立中学校に改称
- 1947年（昭和22年） - 道立移管、北海道立夕張中学校に改称
- 1948年（昭和23年） - 学制改革により、北海道立夕張高等学校に
- 1950年（昭和25年） - 北海道夕張北高等学校と校名変更
- 1994年（平成 6年） - 閉校